# René Vandekerckhove
René Vandekerckhove (Ooigem, 10 januari 1883 – Deerlijk, 17 oktober 1968) was een Vlaamse onderwijzer, arrangeur, componist, dirigent, muziekleraar, muzikant, tekstdichter en (mede)stichter van diverse fanfares.

## Afstamming en ontluikende muzikaliteit
De ouders van René Vandekerckhove waren Petrus en Julie Valcke. Zij hadden een herberg in Ooigem. René was de jongste van hun zeven kinderen. Het was een muzikale familie: er werd thuis gemusiceerd en de kinderen maakten deel uit van zangkoren. Zo kwam Vandekerckhove al vroeg met de muziek in contact. Op elfjarige leeftijd volgde hij al lessen in notenleer en speelde hij trompet in de fanfare van Desselgem. Bij zijn afstuderen in 1902 als onderwijzer aan de normaalschool van Torhout behaalde hij tevens het diploma van koster-organist en de eerste prijs in de afdeling Instrument. De combinatie leerkracht-muzikant zou zijn hele verdere carrière beheersen.

## Onderwijzer-muzikant
De vraag naar onderwijzers was groot in die jaren. Vandekerckhove kon onmiddellijk aan de slag. In het jaar 1903 vervulde hij drie interimfuncties, respectievelijk in Kuurne, Moeskroen en Ingelmunster. Op het einde van datzelfde jaar volgde een vaste benoeming in Anzegem. Zijn muzikale talent sprong in het oog en de onderwijzer werd er gevraagd om de plaatselijke fanfare te reactiveren. Hij werd dirigent en was actief als componist en private muziekleraar.
Voortaan zou René Vandekerckhove op de plaatsen waar hij als onderwijzer werkzaam zou zijn ook een heel drukke muzikale bedrijvigheid uitbouwen.
In 1909 werd Vandekerckhove koster-organist in de Sint-Margaretakerk te Knokke. Op piano begeleidde hij stomme films en ondersteunde optredens van verscheidene bekende zangers en zangeressen. Daarnaast vond hij nog de tijd om pianoles te geven.

De kerstliederen uit 1916 en 1918. Muziek en teksten: René Vandekerckhove.

In 1912 kwam Vandekerckhove als koster-organist naar de Sint-Columbakerk te Deerlijk. Hij had de keuze tussen Bellegem en Deerlijk, maar het werd die laatste gemeente omdat hij er een procent kreeg op de kaarsen. Hij zou voor de rest van zijn leven verbonden blijven met Deerlijk. Tijdens de Eerste Wereldoorlog schreef hij kerstliedjes die hij ten gehore bracht aan de kerkgangers. Vanaf 1915 tot 1919 was Vandekerckhove als interim-leerkracht actief. In 1920 werd hij vast benoemd als onderwijzer aan de Gemeentelijke Jongensschool. Hij onderrichtte er afwisselende leerjaren. Voor de al snel als ‘meester René’ bekend staande onderwijzer betekende dit noodgedwongen het einde van zijn ambt als koster-organist. De beleving van de muziekkunst stond nu op een lager pitje. In de klas leerde hij de kinderen zingen.
In 1923 volgde echter een grote stap. Op verzoek van onderpastoor Clarebout reactiveerde meester René de vroegere Sint-Ceciliafanfare, waarvan hij destijds ook al onderdirigent was geweest .  Hij startte met een zeventigtal jonge muzikanten, aan wie hij solfège onderwees. Daarvoor componeerde hij tientallen liedjes, want in die tijd waren er weinig muziekstukken beschikbaar in Deerlijk. Reeds zes maanden later was er al een eerste uitstap naar Tiegem met vier ingestudeerde muziekstukken. In 1930 behaalde meester René met zijn fanfare te Dottenijs al een eerste prijs. Hijzelf speelde tijdens de marswedstrijd mee als versterking! Het begin van veel onderscheidingen en successen. De Deerlijkse fanfare zou zijn levenswerk worden: gedurende 43 jaar was hij er dirigent en vanaf 1966 eredirigent. Alsof dat nog niet genoeg was, was René medestichter-dirigent van de fanfare van Ooigem (van 1926 tot 1930) en medestichter-dirigent van de fanfare van Beveren-Leie (van 1927 tot 1945).
Ondertussen was hem een nieuwe, belangrijke opdracht toegewezen: de creatie van een Hugo Verriest-mars, naar aanleiding van de onthulling van diens praalgraf in Ingooigem. Op 8 augustus 1926 werd deze mars uitgevoerd door 500 schoolkinderen onder leiding van meester René tijdens de Verriestfeesten aan het Lijsternest, woning van Stijn Streuvels. Het jaar daarop wijdde men een gedenksteen in aan het geboortehuis van Hugo Verriest, waarbij in een stoet een groot aantal muziekmaatschappijen opstapten die massaal de Verriest-mars uitvoerden. De tekst van het werk was van priester-dichter Delfien Van Haute, onderpastoor te Vichte.
Bij nog een andere Verriest-herdenking - de honderdste geboortedagverjaardag - in november 1940 werd de compositie door Vandekerckhove op orgel uitgevoerd.

Programma van de operette Cranenburg. Muziek en tekst: René Vandekerckhove.

In 1930 was er een grootse viering voor honderd jaar onafhankelijkheid van België. Voor de gelegenheid schreef meester René de muziek voor de ‘Eeuwfeestcantate 1930’. Dit stuk werd voor de eerste keer uitgevoerd op 15 augustus 1930, in openlucht. De componist hanteerde zelf het dirigeerstokje.
Enkele jaren later waagde hij zich aan een operette. De première van deze operette (met de naam Cranenburg) had plaats in feestzaal “De Gilde” te Deerlijk op 27 oktober 1935 door de toneelgroep Ernst en Luim, onder regie van Florent Deloof. Een tweede vertoning kwam er enkele weken later. Het werd een groot succes. Er zouden nadien nog opvoeringen volgen in Beveren-Leie, Zwevegem, De Panne en Zwevezele.
Onder impuls van René Vandekerckhove werd in 1936 een mannenkoor gesticht: het Sint-Ceciliakoor Deerlijk. De meester probeerde hierbij de volkszang in de liturgie te bevorderen.
Na zijn pensioen als leerkracht in 1945 was stilzitten geen optie, wel integendeel. Drie jaar later begon meester René in Deerlijk een muziekschool, waarvan hij tevens de directeur werd en dit voor een periode van vijftien jaar. Hij gaf er instrumentenleer en pianoles, maar kon overigens alle koperinstrumenten bespelen. Op 17 juli 1949 was er te Deerlijk de dag van de Kroostrijke Gezinnen. Vandekerckhove schreef hiervoor een Cantate van de  Kroostrijke Gezinnen en dirigeerde de samenzang. De pauselijke nuntius mgr. Fernando Cento - aanwezig bij deze uitvoering - feliciteerde nadien persoonlijk de componist. Vanaf 1912 tot 1964 was meester René de leider van de bekende bedevaart naar Bottelare en was bestuurslid van het Provinciaal Muziekverbond van België.

## Gezin en leven
In zijn Anzegemse periode (1903-1908) leerde René zijn toekomstige kennen, Irma Ronsse uit Wortegem. Zij huwden in 1908. Het echtpaar kreeg zes kinderen. Irma overleed in 1964, René vier jaar later. Beiden liggen begraven op de begraafplaats Deerlijk Centrum, Blok C, rij 18, perceel 197.
Meester René was een zachtaardig en geliefd man, zowel voor zijn eigen kinderen als voor de klas. Nooit verhief hij zijn stem. Hij was veelzijdig, fijnzinnig, hartelijk, humoristisch en optimistisch, hoewel hij evenzeer zijn deel van de tegenslagen heeft gekend. Zo stierf bijv. op jonge leeftijd zijn jongste zoon Michel, grootvader van Reinhild Vandekerckhove.

Bidprentje van René Vandekerckhove.

## Huldiging
Voor zijn vele werk op allerlei gebieden werd hij meermaals gehuldigd. Hij kreeg volgende eretekens:
- Gouden medaille van de H. Donatius, Bisdom Brugge
- Gouden medaille van de Kroonorde
- Gouden medaille van Leopold II
- Ex suo pro merito 1e klas muziekverbond van België

Op 20 februari 1957 werd hij geïnterviewd voor Radio Kortrijk. Daarin vertelde hij het verhaal van zijn onderwijzersloopbaan.
René Vandekerckhove zei eens van zichzelf: Een kunstenaar ben ik nooit geweest en zal er nooit een worden. Edoch, wat de Schepper mij gaf heb ik, eenvoudig weg, en naar mijn vermogen in dienst gesteld der gezonde ontspanning en zedelijke gaafheid van het Vlaamse volk, en ‘k heb er veel genoegen aan beleefd!

## Werken
René Vandekerckhove componeerde tientallen stukken voor kerk, fanfare, scholen en vele feestelijkheden zoals huwelijksfeesten en jubileums. Teksten van anderen zette hij op muziek. Bij herdenkingen, inhuldigingen en vieringen in Deerlijk weerklonk er muziek van René Vandekerckhove. Zijn werken waren doordesemd met de leuze ‘voor volk, kerk en vaderland’. Ze kunnen in een zestal categorieën ingedeeld worden.
Cabaretliederen:
- De Koster (muziek: René Vandekerckhove, tekst: N.N.)
- Het Begijntje (muziek: René Vandekerckhove, tekst: N.N.)
- Je bent geen schoonheid (muziek: René Vandekerckhove, tekst: N.N.)
- Elodietje (muziek: René Vandekerckhove, tekst: N.N.)
- Ali Baba (muziek: René Vandekerckhove, tekst: N.N.)
- Mamatje (muziek: René Vandekerckhove, tekst: N.N.)
- Lentenacht (muziek: René Vandekerckhove, tekst: N.N.)
- Denk je nog aan die tijd (muziek: Gerald Plato, tekst: René Vandekerckhove)
- Openingslied
- Als een meisje
- ’t Meisje mijns harten
- Sara
- Turksche marsch

Fanfaremuziek:
- Brandweerlied
- De Deerlijkmars (geschreven voor de fanfare van Deerlijk)
- Hugo Verriestmars (geschreven naar aanleiding van de onthulling van het praalgraf van Hugo Verriest) (tekst: Delfien Van Haute) (1926)
- Intrede-mars
- Radio-mars
- Voorwaarts-mars
- Diverse processiemarsen
- Diverse stapmarsen voor stoeten en feestvieringen
- Westminster carillon (carillonfantasie) (1945)
- De cantate van de Kroostrijke Gezinnen (Groet aan ’t Kroostrijk gezin/Aan mijn moeder (tekst: Hilaire Depraetere)/Kinderbede/Kinderdans/Slotzang) (1949)
- Het lied der Deerlijkse Reuzen
- Ons Lied
- Doorlopende toonverandering
- Duitse melodie
- Potpourri (aanhef verscheidene Vlaamse liederen)
- Vrienden
- Leievrienden-mars (geschreven voor de fanfare van Beveren-Leie)
- Oyghem-mars (geschreven voor de fanfare van Ooigem)

Gewijde muziek:
- Orgelcomposities - tweestemmig motet (Jesu dulcis memoria/Panis Angelicus/O Salutaris Hostia/Tantum Ergo/Maria coelitum)
- Sint-Columbamis (1934) (werd elk jaar uitgevoerd op het Sint-Ceciliafeest)
- Sint-Michielsmis (gecomponeerd in 1966 ter nagedachtenis van zijn overleden zoon Michel)
- O Heldre Nacht
- Onze-Lieve-Vrouw-ter-Ruste (muziek: Pieter Busschaert, tekst: Guido Gezelle, arrangement: René Vandekerckhove)

Operette:
- Cranenburg in vier bedrijven met ballet [Mijn harmonica/Mijne Mie/Lentelied/Liefdelied/Zang der maagd] (1935) (muziek en tekst: René Vandekerckhove)

Vaderlandse muziek:
- Cantate ter gelegenheid van de inhuldiging van het standbeeld van Sint-Arnoldus te Tiegem (1906)
- Diverse kerstliederen (eigenlijk protestliederen tegen de oorlog) (1916, 1918 en 1942)
- Eendracht maakt macht (tekst: hoofdonderwijzer Prosper Opsomer)
- Eeuwfeestcantate 1930 voor koor met solo en begeleiding (tekst: Jan Lemmens)
- Geef Vrede O Heer
- Aan Vlaanderen
- Loflied aan België
- Moeder van Vrede
- Roem U, helden
- Vaderlandsch Gebed (tekst: René De Clercq)
- Vredeslied

Volksliederen en gedichten:
- Het Koeterken (monoloog)
- Mijn ander broek (monoloog met zang)
- Voor ’t tribunaal (dialoog) (tekst: O. Demarré)
- De twee oudjes
- Ja, getrouwd zijn
- De blinde soldaat
- Ach, vaderke lief
- ’t Banksken in ’t woud (dat toen zelfs op de radio werd gespeeld)
- ’t Hutje aan de vliet
- Boem-Ram-Djing (luimige driezang. Werd gezongen door Hilaire Degezelle, Leon Vercouter en Prudent Depamelaere)
- Wij zijn getweeën maar één
- Vijf en twintig jaar getrouwd
- Huiselijk geluk
- Jubellied
- Lentewals
- Gemma
- Moederlied
- Mijne pijpen
- Hola Fideel
- Hola Katrien
- Levensgeschiedenis
- Rokerslied (voor de Rokersvereniging van Beveren-Leie)
- Welkom (inhuldiging van pastoor)
- Huldelied der Gemeentelijke Jongensschool bij 't eerste schoolbezoek van Mr. Jos. Devos, notaris, als burgemeester der gemeente Deerlijk (1939)[10]
- Wij zijn gezworen Deerlijknaren
- K.W.B.-lied
- Het lied van Zoutenaaie (tekst van inspecteur Loontjes [2 strofen] en Leon Defraeye [4 strofen])
- Zwerversdans
- Viljalied
- Öflingentango
- Mensenoogen (tekst: Alice Nahon)
- Zielesmart
- Le mot qui charme
- Bloemtuiltje
- Bloemenmelodie
- Verlangen